# Golden 1 Center
Das Golden 1 Center ist eine Multifunktionsarena in der US-amerikanischen Stadt Sacramento im Bundesstaat Kalifornien. Sie ist seit Oktober 2016 die neue Spielstätte des Basketball-Franchise der Sacramento Kings aus der National Basketball Association (NBA). Die Arena in Downtown Sacramento ist Teil eines neuen Geschäfts- und Unterhaltungsbezirks mit Namen Downtown Commons (DoCo). Die bisherige Heimat der Kings, die Sleep Train Arena, wurde 1988 eröffnet und gehörte mittlerweile zu den ältesten Arenen der NBA. Neben dem Sport finden verschiedenste Veranstaltungen wie Konzerte oder Shows in der Arena statt.

## Geschichte
Im Mai 2013 übernahm eine von Vivek Ranadivé geführte Unternehmergruppe von der Maloof-Familie die Mehrheit am Franchise der Sacramento Kings und sicherte die Zukunft des Teams in der kalifornischen Hauptstadt. Ein diskutierter Umzug des Franchise nach Seattle wurde damit abgewendet. Mit der Übernahme war der Bau einer neuen Spielstätte verknüpft. Als Standort wurde das 1971 eröffnete Unterhaltungs- und Einkaufszentrum Downtown Plaza ausgewählt. Mit dem Abbruch mussten 80.000 Tonnen Beton und 4.000 Tonnen Stahl abtransportiert werden. Am 29. Oktober 2014 begannen mit dem ersten Spatenstich die Bauarbeiten an der neuen Heimat der Kings, dessen Kosten auf 477 Mio. US-Dollar veranschlagt wurden. Für den Entwurf der Arena sind  AECOM Architects & Engineers in Zusammenarbeit mit Mark Dziewulski Architect verantwortlich. Die Pläne wurden vom Bauunternehmen Turner Construction umgesetzt.
Im Juni 2015 wurde die in Sacramento ansässige Genossenschaftsbank Golden 1 Credit Union Namenssponsor des Neubaus. Der Vertrag hat einen Laufzeit von 20 Jahren und eine Höhe von 120 Mio. US-Dollar. Die Baukosten steigerten sich während der Errichtung. Rund einen Monat vor der Eröffnung wurden sie Ende August 2016 auf 556,6 Mio. US-Dollar beziffert. Allein im vorangegangenen Monat wurde eine Steigerung von 21,7 Mio. US-Dollar verzeichnet. Ungefähr 4.000 Arbeiter (u. a. Bauarbeiter, Elektroinstallateure und Klempner) waren an der Errichtung beteiligt. Zu Veranstaltungen sind im Golden 1 Center 2.000 Angestellte beschäftigt. Dies ist eine deutliche Steigerung gegenüber der alten Halle. Den größten Zuwachs gab es bei den Bedienungen für Essen und Trinken. Im Juli 2016 gaben die Kings bekannt, die Straße, die zum Haupteingang führt, nach dem ehemaligen NBA-Commissioner David Stern zu benennen. Damit würdige man die jahrelangen Bemühungen Sterns, das Franchise in Sacramento zu halten. Der offizielle Straßenname lautet 500 David J. Stern Walk.
Am 30. September 2016 wurde in einer feierlichen Zeremonie das Band zur Eröffnung von Vivek Ranadivé durchschnitten. Am Tag darauf wurde das Golden 1 Center mit einem Open House (Tag der offenen Tür) für die Fans geöffnet. Die ersten Veranstaltungen bildeten am 4. und 5. Oktober zwei Konzerte von Paul McCartney. Das erste Spiel der Kings war am 10. Oktober eine Partie der Preseason gegen das israelische Team von Maccabi Haifa, welches souverän mit 135:96 gewonnen wurde. Das erste NBA-Heimspiel der Regular Season 2016/17 bestritten die Sacramento Kings am 27. Oktober 2016 gegen die San Antonio Spurs. Sie unterlagen den Texanern mit 94:102.
In den ersten Wochen nach der Einweihung hatten sich Anwohner und Autofahrer über die blendende LED-Beleuchtung beschwert. Die Clubführung der Sacramento Kings ließ einen Licht-Dimm-Mechanismus installieren. Bis dahin wurden die Lichter eine Stunde nach der Veranstaltung oder spätestens um 22 Uhr abgeschaltet.

## Finanzierung
Die neue Arena kostete bei Fertigstellung 557 Mio. US-Dollar. Sacramento gibt seinen Anteil mit 255 Mio. US-Dollar an. Die Stadt finanziert einen Teil der Baukosten durch Anleihen, die eine Laufzeit von 35 Jahren bis in das Jahr 2050 haben. Mit den Zinszahlungen für die Anleihen werden die Kosten insgesamt 626 Mio. US-Dollar betragen. Sacramento muss jährlich 18,3 Mio. US-Dollar aufbringen, um die Kosten für die Multifunktionsarena zu tilgen. Die Sacramento Kings tragen mit den Mietzahlungen von mindestens 354 Mio. US-Dollar, bis zum Ende der Laufzeit der Anleihen, zu den Kosten bei. Hinzu kommen noch einmal 25 Mio. US-Dollar Grundsteuer. Damit übernehmen die Kings rund 61 Prozent der Gesamtkosten. Im November 2016 wurden die Baukosten mit 558,2 Mio. US-Dollar angegeben.

## Ausstattung
Die Fassade ist mit Aluminium-Streifen verkleidet. In die meisten Metallstreifen wurden Blatt-Muster eingeäzt. Die Zuschauertribünen bieten bei Basketballspielen 17.500 Plätze. Mit der Nutzung des Innenraumes stehen bei Konzerte bis zu 19.000 Plätze bereit. Die Zuschauerkapazität hat sich von der Sleep Train Arena (17.317) zur neuen Spielstätte (17.500) nur minimal gesteigert. Dafür stieg die Fläche von 450.000 sq feet (etwa 41.806 m²) auf 630.000 sq feet (rund 58.529 m²). In der alten Spielstätte waren die Zuschauer in etwa je zur Hälfte auf dem Ober- und dem Unterrang verteilt. In der neuen Arena sitzen zwei Drittel der Fans auf dem Unterrang und sind näher am Spielgeschehen dran. Im Eingangsbereich wird mit Sicherheitssystemen mit Drehkreuzen und Gesichtserkennung gearbeitet. Des Weiteren verteilen sich über 600 Bildschirme im Gebäude, damit sich die Besucher über die laufenden Veranstaltungen informieren können.
Das Golden 1 Center verfügt über ein Wi-Fi-Netzwerk mit mehr als 1.000 Access Points. Es soll 17.000 Mal schneller arbeiten als ein normales Heimnetzwerk. Mit einer neuentwickelten App der Sacramento Kings kann man sich u. a. durch die Halle navigieren lassen, sich über zukünftige Veranstaltungen informieren oder Essen und Getränke an den Platz liefern lassen. Sie dient auch als elektronische Eintrittskarte und Parkausweis. Die Arena besitzt 34 große (17 bis 25 Plätze) und 48 kleine Suiten (acht Plätze), Loft genannt. Alle 82 Suiten waren bereits im Juli 2015 langfristig vermietet. Die unter der Hallendecke hängende 4K Ultra-HD-Videowand der Panasonic Corporation of North America für 11,6 Mio. US-Dollar hat eine Länge von 84 Fuß (25,60 Meter) und ist nur wenig kürzer als ein Basketballspielfeld. Der Hauptbildschirm misst 44 × 24 Fuß (13,41 × 7,31 Meter). Es war bei Fertigstellung der größte Videowürfel der Welt in einer Veranstaltungshalle. Im Vergleich zur alten Anlage in der Sleep Train Arena ist die neue Anzeigetafel fast sieben Mal größer. In der Arena wurden 23 spezielle All-Gender-Toiletten eingerichtet, die Schwulen, Lesben, und Transpersonen zur Verfügung stehen. Über dem Eingang der Nordwestecke befindet sich große Fensterfläche, die in fünf Teilen nach oben aufgefahren werden können und den Innenraum belüften. An den beiden Seiten sind große Bildschirme angebracht. Sie informieren z. B. über kommende Veranstaltungen in der Halle. An der Südostecke der Halle wurden die Trainingsplätze und Räumlichkeiten für die Mannschaft eingerichtet. Die Kosten für den gesamten Mannschaftsbereich liegen bei 30 Mio. US-Dollar.

## LEED-Zertifizierung
Das Golden 1 Center wurde im September 2016 als erste Multifunktionsarena in den Vereinigten Staaten vom U.S. Green Building Council für umweltfreundliches, ressourcenschonendes und nachhaltiges Bauen mit der LEED-Qualitätsstufe Platinum zertifiziert. Dazu trägt u. a. auch die Photovoltaikanlage mit 1,2 Megawatt auf dem Dach der Arena bei. Die 2,5 Mio. US-Dollar teure Anlage besitzt 3.300 Sonnenkollektoren und versorgt die Arena mit 15 Prozent ihres Energiebedarfs. Im Herbst 2015 vereinbarten die Kings mit dem öffentlichen Versorgungsunternehmen Sacramento Municipal Utility District (SMUD) einen Stromliefervertrag über 20 Jahren für die auf dem Gelände des stillgelegten Kernkraftwerks Rancho Seco errichtete Solaranlage mit 11 Megawatt Leistung. Der gesamte Bedarf wird durch den Solarstrom abgedeckt. Fast die kompletten Materialien des abgebrochenen Downtown Plaza wurden recycelt. Ein Drittel der Baustoffe des Golden 1 Center bestehen aus recycelten Materialien. 90 Prozent der Nahrungsmittel und Getränke sollen aus einem Umkreis von maximal 150 Meilen (rund 240 Kilometer) stammen.

## Kunst
Im Bauprojekt wurden für Kunstwerke insgesamt 9,5 Mio. US-Dollar eingeplant. Ende Februar 2015 gab die Stadt und die Sacramento Kings bekannt, dass man eine Skulptur bei dem US-amerikanischen Künstler Jeff Koons für acht Mio. US-Dollar in Auftrag gegeben hat. Die Kosten werden durch die Sacramento Kings, die Stadt und drei Besitzer der Kings abgedeckt. Am 26. September 2016 wurde das Kunstwerk vor dem Haupteingang eingeweiht. Das Werk mit dem Namen Coloring Book stellt ein Ferkel aus buntem und auf Hochglanz poliertem Edelstahl dar. Es ist 18 Fuß (5,48 Meter) hoch und wiegt 11.000 lbs (fast fünf Tonnen). Drei lokale Künstler trugen weitere Werke bei. Gale Harts Kunstwerk besteht aus einer großen, bronzenen Hand und überdimensionalen Dartpfeilen. Es trägt den Namen Missing the Mark. Für Multitudes Converge von Bryan Valenzuela wurden 400 Glaskugeln in unterschiedlichen Größen handgefertigt. Es hängt im Eingangsbereich der Südwestecke. Sonic Passages von Bill Fontana an der Nordseite der Arena ist eine Klangskulptur. Sie besteht aus 34 kleinen Lautsprechern, die vor grünen Wänden stehen und einen Geräuschmix von Sacramento und dem Gebäude selbst zurückwerfen.

## Veranstaltungen

### Sport
Neben den Spielen der Sacramento Kings wird weiterer Sport in der Halle geboten. Am 9. Oktober 2016 fand die Wrestling-Veranstaltung WWE No Mercy statt. Vom 17. bis 19. März 2017 wurden Partien der ersten und zweiten Runde der NCAA Men’s Division I Basketball Championships ausgetragen. Der Gastgeber war die California State University, Sacramento. 2017 und 2018 veranstaltete die California Interscholastic Federation die kalifornischen Highschool-Meisterschaften CIF State Basketball Championships in Sacramentos neuer Arena.

### Shows
Vom 3. bis 6. November 2016 präsentierte Disney on Ice die Eisshow Passport to Adventure im Golden 1 Center. Vom 30. November bis zum 4. Dezember 2016 war der Cirque du Soleil mit seiner Show Toruk – The First Flight zu Gast. Am 28. Dezember 2016 fand ein Auftritt des Trans-Siberian Orchestra während ihrer The Ghosts of Christmas Eve-Tournee statt.

### Konzerte
- 04. Okt. 2016: Paul McCartney
- 05. Okt. 2016: Paul McCartney
- 15. Okt. 2016: Maroon 5, Tove Lo
- 19. Okt. 2016: Pentatonix, Us the Duo
- 20. Okt. 2016: Jimmy Buffett
- 19. Nov. 2016: Kanye West
- 08. Dez. 2016: Warpaint, The Naked and Famous, Glass Animals, Capital Cities
- 13. Dez. 2016: The Pretenders, Stevie Nicks
- 28. Dez. 2016: Trans-Siberian Orchestra
- 11. Feb. 2017: Twenty One Pilots, Jon Bellion, Judah & The Lion
- 28. Feb. 2017: Bon Jovi
- 09. Mär. 2017: Blake Shelton
- 26. Mär. 2017: Ariana Grande, Little Mix, Victoria Monét
- 30. Mär. 2017: Eric Church
- 27. Apr. 2017: Chance the Rapper
- 04. Mai 2017: The Chainsmokers, Kiiara, Grandtheft
- 07. Mai 2017: Chris Tomlin
- 13. Mai 2017: Chris Brown
- 03. Juni 2017: Paula Abdul
- 08. Juni 2017: Pitbull, Enrique Iglesias, CNCO
- 12. Juni 2017: Roger Waters
- 22. Juni 2017: Maxwell, Ledisi
- 23. Juni 2017: Tool, The Crystal Method
- 13. Juli 2017: Earth, Wind and Fire, Chic feat. Nile Rodgers
- 18. Juli 2017: Bruno Mars
- 22. Juli 2017: Lionel Richie, Mariah Carey, Tauren Wells
- 23. Juli 2017: Tears for Fears, Hall & Oates, Allen Stone
- 27. Juli 2017: John Mayer
- 28. Juli 2017: Tim McGraw & Faith Hill
- 31. Juli 2017: Ho99o9, A Day to Remember, Avenged Sevenfold
- 01. Aug. 2017: Ed Sheeran, James Blunt, Avenged Sevenfold
- 02. Aug. 2017: Neil Diamond
- 13. Aug. 2017: Kendrick Lamar
- 15. Aug. 2017: Lady Gaga
- 25. Aug. 2017: The Shelters
- 01. Sep. 2017: Tom Petty & the Heartbreakers
- 26. Sep. 2017: The xx, Tycho
- 03. Okt. 2017: Janet Jackson
- 04. Okt. 2017: Imagine Dragons
- 08. Okt. 2017: Marco Antonio Solís
- 11. Okt. 2017: The Weeknd, Gucci Mane
- 25. Okt. 2017: André Rieu
- 18. Nov. 2017: Guns n’ Roses

Quelle: 

## Galerie

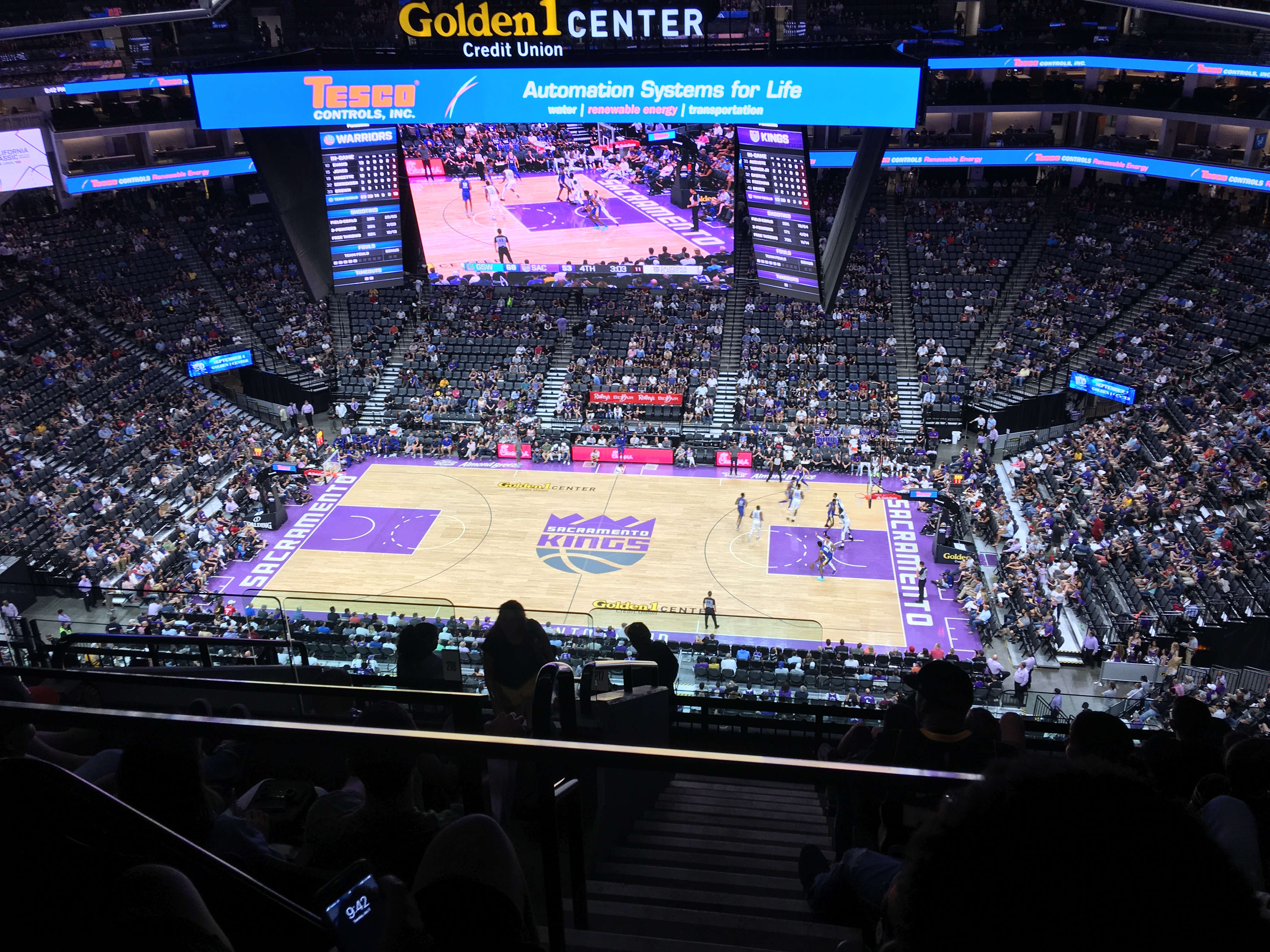
Innenansicht bei einem Heimspiel der Sacramento Kings
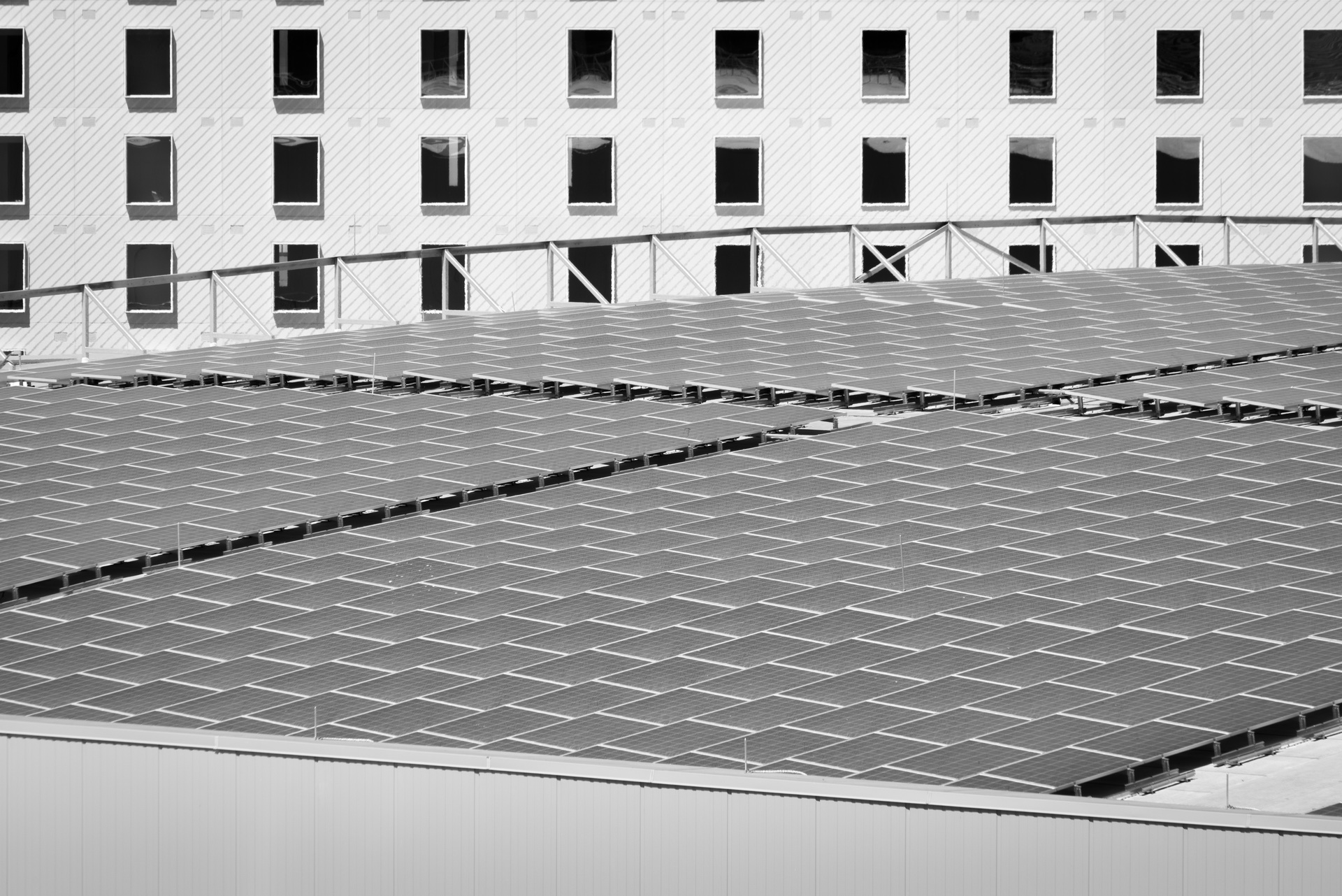
Die Solarpanele auf dem Dach der Arena
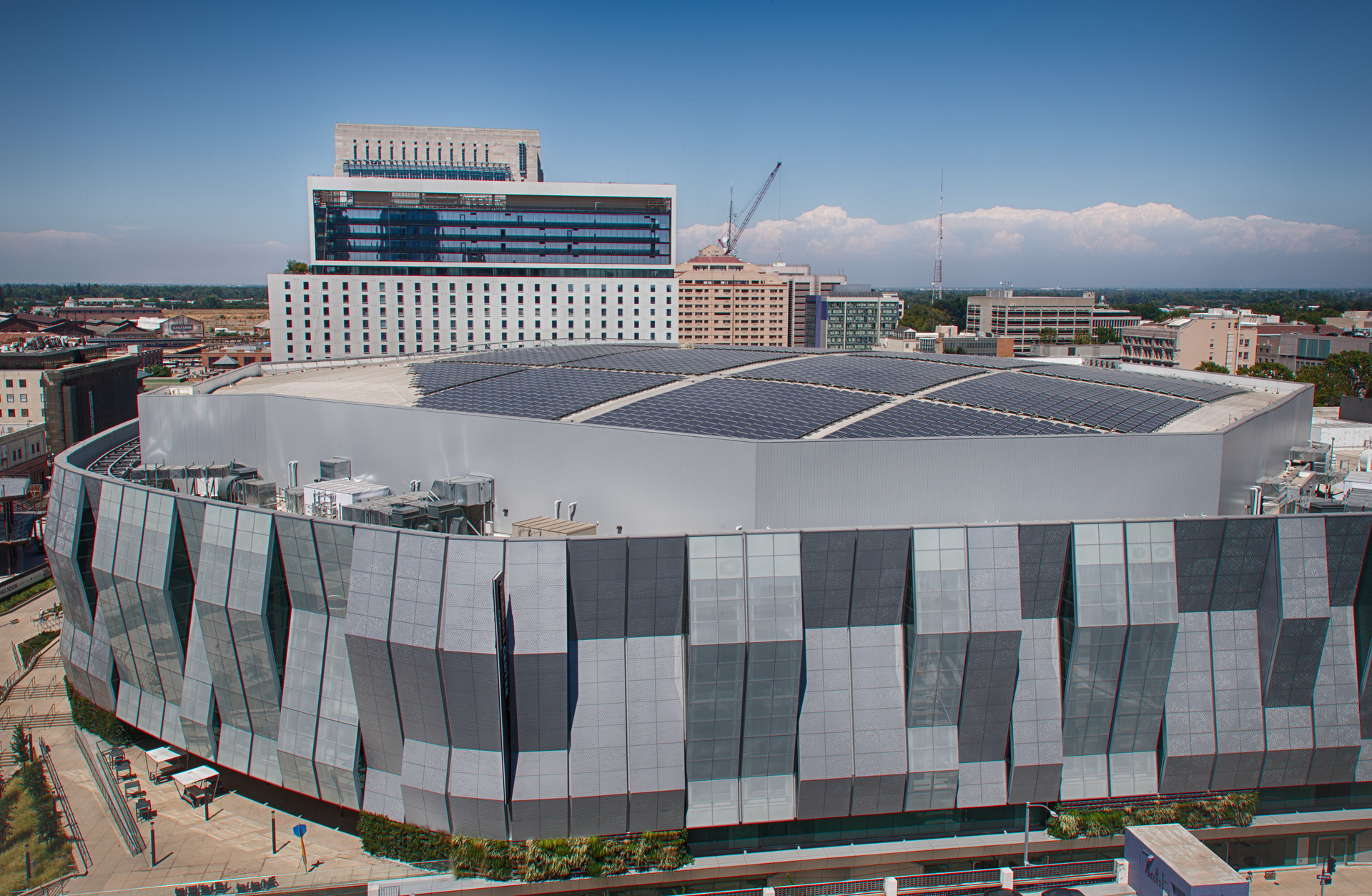
Blick auf das Golden 1 Center